# 용자리 요타 b
용자리 요타 b는 2002년 거성 주위를 도는 것으로는 가장 먼저 발견된 외계 행성이다. 발견 방법으로는 행성의 중력이 항성의 시선 속도를 바꾸는 원리를 이용했다. 요타 b는 항성 주위를 찌그러진 궤도를 그리면서 돌고 있으며 자체 질량도 큰 편이다. 이 때문에 보통 거성은 채층 활동이 변덕스러워 주변을 도는 천체를 감지하기 어렵다는 난점에도 불구, 그 존재를 확인할 수 있었다.
현재 밝혀진 b의 최소 질량은 목성의 8.6배에 이르며 이것만으로도 슈퍼목성으로 분류할 수 있다. 그러나 도플러 효과의 한계 때문에 실제 b의 질량은 더 클 가능성이 있으며, 어쩌면 갈색 왜성일 수도 있다. 다만 자신의 중력 때문에 압축이 되어 있을 것이므로 반지름은 목성의 그것과 큰 차이는 없을 것이다(지구반경의 11배 수준). NASA는 2009년 SIM을 발사하여 용자리 요타 b를 포함한 여러 외계 행성들의 정확한 질량을 측정할 것이다.

## 참고 문헌
1. ↑  Butler;  외. (2006). “Catalog of Nearby Exoplanets”. 《The Astrophysical Journal》 646: 505 – 522. doi:10.1086/504701.[깨진 링크(과거 내용 찾기)](web Preprint)
2. ↑  Frink;  외. (2002). “Discovery of a Substellar Companion to the K2 III Giant Iota Draconis”. 《The Astrophysical Journal》 576 (1): 478 – 484. doi:10.1086/341629.[깨진 링크(과거 내용 찾기)]